# Pachnoda savignyi
Pachnoda savignyi är en skalbaggsart som beskrevs av Hippolyte Louis Gory och Achille Rémy Percheron 1833. Pachnoda savignyi ingår i släktet Pachnoda och familjen Cetoniidae. Utöver nominatformen finns också underarten P. s. consentanea.